# Mangok Mathiang
Mangok Mathiang (ur. 8 października 1992 w Dżubie) – południowosudański koszykarz, występujący na pozycjach silnego skrzydłowego lub środkowego, posiadający także australijskie obywatelstwo, obecnie zawodnik Cedevity Olimpija.
19 sierpnia 2019 został zwolniony przez Charlotte Hornets.
22 sierpnia 2018 dołączył do włoskiego Vanoli Cremona.
10 lipca 2019 został zawodnikiem tureckiego Bahcesehir Koleji Stambuł.

## Osiągnięcia
Stan na 11 listopada 2020, na podstawie, o ile nie zaznaczono inaczej.
NCAA
- Uczestnik rozgrywek:
  - Elite 8 turnieju NCAA (2015)
  - Sweet 16 turnieju (2014, 2015)
  - turnieju NCAA (2014, 2015, 2017)
- Mistrz:
  - turnieju konferencji Atlantic Coast (ACC – 2014)
  - sezonu regularnego ACC (2014)

Klubowe
- Zdobywca pucharu Włoch (2019)[3]

Indywidualne
(* – nagrody przyznane przez portal eurobasket.com)
- Zaliczony do składu honorable mention ligi włoskiej (2019)*[3]
- Lider ligi tureckiej w zbiórkach (2020)[6]

Reprezentacja
- Uczestnik uniwersjady (2015 – 10. miejsce)